# Столкновение над Казанью (1953)
Столкновение над Казанью — авиационная катастрофа, произошедшая в пятницу 23 января 1953 года, когда близ аэропорта Казани произошло столкновение в воздухе двух грузовых самолётов компании Аэрофлот — Ил-12 и Ли-2. Жертвами происшествия стали 11 человек.

## Самолёты

### Ил-12
Ил-12П с регистрационным номером СССР-Л1435 (заводской — 30267, серийный — 267) был выпущен 24 мая 1948 года заводом «Знамя Труда» (Москва). Авиалайнер передали Главному управлению гражданского воздушного флота, которое в свою очередь сперва направило его в Узбекское территориальное управление гражданского воздушного флота, а в 1951 году перенаправили уже в 112-й авиационный транспортный отряд Западно-Сибирского территориального управления гражданского воздушного флота. Общая наработка борта Л1435 составляла 1288 часов.
Его экипаж состоял из шести человек:
- Заместитель командира авиаэскадрильи — Никулин Алексей Павлович
- Командир воздушного судна — Филонов Михаил Павлович
- Второй пилот — Егунов Борис Иванович
- Бортмеханик — Павский Павел Фёдорович
- Бортрадист — Хабло Иван Дмитриевич
- Инженер научно-исследовательского института гражданского воздушного флота — Анищенко Аркадий Михайлович

### Ли-2
Ли-2 с регистрационным номером СССР-Л4582 (заводской — 18430404, серийный — 34-04) относился к 67-му (Ленинградскому) авиационному транспортному отряду Северного территориального управления гражданского воздушного флота. Общая наработка борта Л4582 составляла 3705 часов.
Его экипаж состоял из пяти человек:
- Пилот-инструктор — Рубцов Вениамин Васильевич
- Командир воздушного судна — Богусевич Александр Маркович
- Второй пилот — Фетисов Пётр Герасимович
- Бортмеханик — Щербин Иван Захарович
- Бортрадист — Осипов Павел Андреевич

## Катастрофа
Самолёт Ил-12 выполнял грузовой рейс 22 из Новосибирска в Москву, в ходе которого перевозил груз общим весом 2454 кг, состоящий из термостабилина, манометров, пресс-порошка, проводов, электромоторов, радиодеталей и радиоламп. В 19:48 борт Л1435, совершая промежуточную остановку, приземлился в Казанском аэропорту.
Самолёт Ли-2 выполнял грузовой рейс из Ленинграда в Свердловск, в ходе которого перевозил груз общим весом 1448 кг, который состоял из шести латунных досок, весом по 155 кг каждая, и конденсаторов. Первая промежуточная посадка совершалась в московском аэропорту Быково, откуда лайнер вылетел в 17:03, а следующая должна была быть в Казани.
Согласно данным автоматической метеостанции аэропорта (АМСГ) в Казани была метель, видимость составляла 1300 метров, небо полностью закрывали облака с нижней границей 300 метров, ветер южного направления 7—9 м/с, температура воздуха -10° C. Позже свидетели указали, что погодные условия на самом деле были ещё хуже, в том числе видимость не превышала 1000 метров, а местами, в том числе и в районе происшествия, ещё ниже, а снегопад — сильнее. Ли-2 следовал на высоте 1800 метров и подошёл к аэропорту, после чего находящийся на башне диспетчер Корнилов дал сперва экипажу команду снизиться до 1200 метров, а затем до 600 метров. С учётом фактической погоды в аэропорту, самолёт должен был выйти на дальнеприводную радиостанцию (ДПРМ) на высоте 900 метров, однако руководитель полётов Селивончик дал экипажу команду снижаться до 300 метров. Корнилов слышал эту команду, которая перечила действующим инструкциям, но не стал отменять её. Выполняя команду, борт Л4582 снизился до 300 метров, но когда находился в районе аэропорта, то не увидел его, о чём доложил руководителю полётов, на что получил указание продолжать снижение для захода на посадочный курс 300°. Руководитель полётов Селивончик находился на командном посту старта, тогда как диспетчер Корнилов и заместитель начальника аэропорта по лётной службе Кузьмин — на командной вышке. Кузьмин увидел, что погода начинает быстро ухудшаться, поэтому вызвал к себе на пост начальника аэродрома Тогузова, который прибыл туда в 20:33. Погодные условия уже были ниже минимума для посадки и взлёта, то есть аэропорт надо было закрывать, а прибывающие самолёты направлять на запасные аэродромы, либо задержать в зоне ожидания, тем более что в районе аэропорта в небе находился только Ли-2 борт Л4582, у которого в баках ещё оставалось 600 кг, что было достаточно для выбора любого из этих вариантов. Но начальник Тогузов принял решение не прекращать полёты, а заместитель по лётной службе Кузьмин и руководитель полётов Селивончик не стали ему перечить.
В 20:29—20:31 Ли-2, выполняя указание руководителя полётов, следуя по курсу 120° на высоте 300 метров, вышел на ДПРМ и начал выполнять стандартный разворот. Точно установить время, когда самолёт вышел на ДПРМ, не удалось, так как уже после катастрофы диспетчер Корнилов подделал документы. Диспетчер спросил у экипажа, где они находятся, на что ему сообщили о выполнении стандартного разворота на курсе 120°. В 20:35 с борта самолёта передали: Снижаюсь на дальнюю с курсом 300°. На это руководитель полётов передал: Возьмите поправку к посадочному курсу минус 15° — курс 285°, снижайтесь на курсе, держитесь на высоте 200 метров. В это же время (20:35), после получения разрешения от руководителя полётов ленинградский Ил-12 вылетел из Казанского аэропорта, после чего запросил разрешение поворачивать вправо на курс полёта. Руководитель полётов это разрешение дал, на что с борта Ил-12 передали: Вас понял. В это же время с борта Ли-2 доложили: Прошёл дальнюю на высоте 150 метров курсом 300°. На это руководитель полётов Селивончик передал: На 150 метрах выходите на ближнюю, над ближней разворот на 340° правым доворотом, посадочный курс у нас 160°. После этого экипажи обоих самолётов на связь уже не выходили.
Ил-12 после взлёта выполнял набор высоты по прямой со взлётным курсом 160°, так как по действующим на то время положениям правый поворот можно было выполнять только на высоте 200 метров. С момента взлёта борта Л1435 прошло 105 секунд, когда в 20:37 на высоте 150 метров в него врезался борт Л4582. Выполняя правый поворот, Ли-2 своим левым двигателем врезался в нижнюю часть хвостового оперения Ил-12, из-за чего последняя отделилась, а сам мотор также оторвало. Потеряв управление, оба лайнера упали на заснеженное поле к юго-западу от села Вознесенское и в 3 километрах юго-восточнее аэропорта. Все 11 человек на обоих бортах погибли.

## Причины
При прослушивании записанных на магнитофон радиопереговоров между диспетчерами и экипажами следователи обнаружили, что руководитель полётов Селивончик давал команды быстро и неразборчиво, из-за чего приходилось по несколько раз прослушивать запись, чтобы точно разобрать сказанное. Из-за этого последнюю команду экипажу Ли-2, которая означала следование к ближней приводной радиостанции (БПРМ) на высоте 150 метров, а затем уже после неё выполнять поворот на курс 340°, на самом самолёте поняли как указание на высоте 150 метров и с курсом 340° следовать к самой БПРМ. Пытаясь занять этот курс, чтобы по нему уже выйти к БПРМ, борт Л4582 начал совершать ряд доворотов, в результате которых оказался левее (южнее) продолжения осевой линии полосы с посадочным курсом 300°. Ил-12, в свою очередь, продолжая набор высоты с курсом 160°, из-за встречно-бокового южного ветра стал смещаться влево (к востоку). В результате это привело к тому, что траектории обоих самолётов пересеклись. Вообще в Казанском аэропорту это было распространённой практикой, когда один самолёт выполняет взлёт, а другой, находящийся на встречно-пересекающемся курсе, в это время пробивает облачность.
Следственная комиссия пришла к заключению, что вины экипажей обоих самолётов в случившемся нет, а катастрофа произошла целиком по вине службы управления воздушным движением аэропорта из-за ряда нарушений:
1. Подвод самолёта Ли-2 к ДПРМ осуществлялся на высоте 300 метров, тогда как в сложных метеоусловиях при пониженном атмосферном давлении это должно было выполняться на высоте 900 метров.
2. Руководитель полётов разрешил взлёт экипажу Ил-12 и одновременно с этим дал указание находящемуся на встречно-пересекающемся курсе Ли-2 снижаться сперва до 200 метров, а затем до 150 метров. В данной ситуации следовало либо задержать взлёт Ил-12, пока не сядет Ли-2, либо задержать Ли-2 на высоте 600 метров, пока с Ил-12 не доложат о выходе на курс следования.
3. Начальник аэропорта и его заместитель проигнорировали тот факт, что погодные условия были хуже погодного минимума аэропорта.

Непосредственным виновником катастрофы был назван руководитель полётов Селивончик. Остальными виновниками катастрофы являлись начальник Казанского аэропорта Тогузов, его заместитель по лётной службе Корнилов и диспетчер Кузьмин.